# نیت مک‌میلان
نیت مک‌میلان (انگلیسی: Nate McMillan؛ زادهٔ ۳ اوت ۱۹۶۴) بازیکن بسکتبال اهل ایالات متحده آمریکا است.
از باشگاه‌هایی که در آن بازی کرده‌است می‌توان به پورتلند تریل بلیزرز اشاره کرد.